# أكسل أندرسون
أكسل أندرسون (بالألمانية: Axel Anderson)‏ هو ممثل ألماني، ولد في 11 ديسمبر 1929 ببرلين في ألمانيا، وتوفي في 16 ديسمبر 2012 في بورتوريكو.

## أعمال

### أفلام
- (1995) القتلة[2]

## وصلات خارجية
- أكسل أندرسون على موقع IMDb (الإنجليزية)
- أكسل أندرسون على موقع ألو سيني (الفرنسية)
- أكسل أندرسون على موقع أول موفي (الإنجليزية)
- أكسل أندرسون على موقع قاعدة بيانات الأفلام السويدية (السويدية)
- أكسل أندرسون على موقع قاعدة بيانات الفيلم (الإنجليزية)
- أكسل أندرسون على موقع كينوبويسك (الروسية)